# Rob Wiethoff

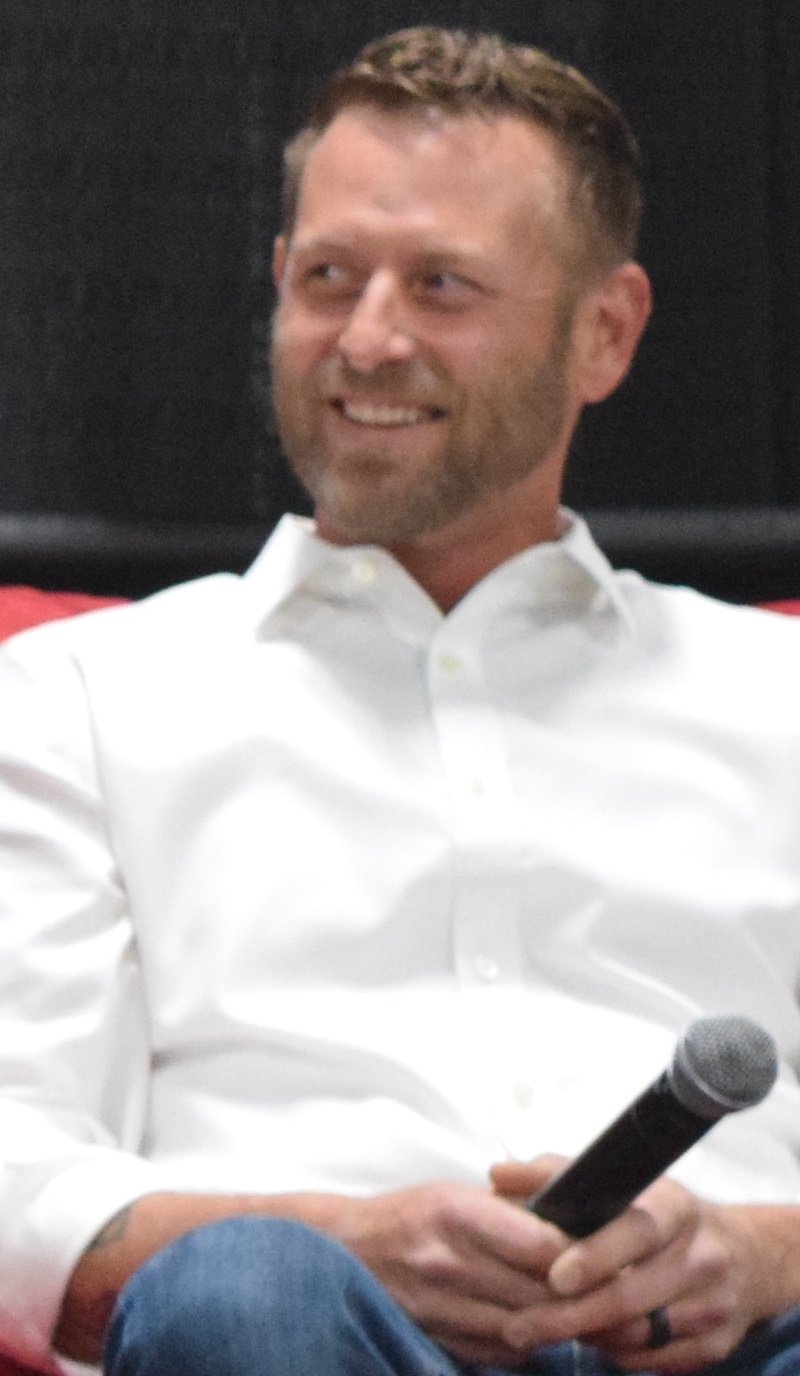
Wiethoff auf der Great Philadelphia Comic Con (April 2019)

Robert Allen Wiethoff (* 15. September 1976 in Seymour, Indiana) ist ein US-amerikanischer Schauspieler und Synchronsprecher. Er erlangte große Bekanntheit für seine Rolle des Gesetzlosen John Marston in Rockstars millionenfach verkauften Western-Videospielen Red Dead Redemption, Red Dead Redemption: Undead Nightmare und dessen Prequel Red Dead Redemption 2. Er lieh der Figur John Marston seine Stimme und war auch Motion-Capture-Darsteller. Für seine Synchronisation wurde er vielfach gelobt und ausgezeichnet.

## Biografie
Wiethoff wurde 1976 in Seymour geboren und wuchs dort auch auf, er studierte General Studies an der Indiana University und erreichte dort seinen Abschluss. Während seiner Studienzeit lernte er eine Frau kennen, mit der er nach Los Angeles ging, wo er ursprünglich für eine Woche bleiben wollte. In Los Angeles versprachen ihm jedoch einige Leute, ihn für Schauspiel-Jobs engagieren zu können, so zog er ganz nach Los Angeles. Allerdings entpuppten sich all die großen Versprechungen als leer, so arbeitete Wiethoff zunächst als Barkeeper. Er spielte ab und an kleine Nebenrollen in Filmen oder in Werbungen.
Im Dezember 2008 bekam Wiethoff einen Anruf von seinem Berater, er habe eine Einladung zu einem Casting für ein Videospiel, für das Wiethoff vorsprechen soll. Wiethoff erschien zu diesem Casting, war aber demotiviert, da er der Meinung war, er werde die Rolle sowieso nicht erhalten, dennoch beendete er das Casting. Ein paar Tage später erhielt er jedoch zu seiner eigenen Überraschung die Nachricht, dass er die Rolle erhalten habe, und die Aufnahmen begannen im Januar 2009. Das Spiel wurde schließlich Red Dead Redemption genannt und ist entwickelt worden von Rockstar San Diego. Wiethoff nahm die Rolle des spielbaren Protagonisten John Marston ein, einem ehemaligen Gesetzlosen, der sein altes, kriminelles und von Gewalt geprägtes Leben hinter sich gelassen hat und nun ein ruhiges Leben mit seiner Familie führen möchte, gewisse Umstände ihn aber immer wieder davon abhalten. Die Geschichte spielt sich ab im Jahr 1911, am Ende der Ära des Wilden Westen.
Wiethoffs Rolle als John Marston war für ihn der Durchbruch, denn das Videospiel wurde ein Kassenschlager und Wiethoff erhielt viele positive Kritiken für seine gelungene Synchronisation. 2013 wurde Wiethoff von dem Videospiele-Magazin Game Informer als einer der zehn besten Videospiel-Synchronsprecher aller Zeiten ausgewählt und er war zweiter in Complex’ Liste der 25 besten Synchronsprecher aller Zeiten in einem Videospiel. Zudem erhielt Wiethoff mehrere Auszeichnungen und Nominierungen.
Im August des Jahres 2013 wurde bekannt, dass Wiethoff die Stimme von Lazarus in dem iOS-Spiel Codename Cygnus sein wird. Anschließend gab er mehr oder weniger seinen Rückzug aus der Filmindustrie bekannt und erklärte, fortan seiner Familie mehr Zeit widmen zu wollen. Für das ebenso erfolgreiche Prequel Red Dead Redemption 2 schlüpfte Wiethoff erneut in die Rolle eines jüngeren John Marston. Die Arbeiten dazu fanden zwischen 2014 und 2018 statt, das Spiel erschien 2018 und wurde ebenfalls ein großer Erfolg.

## Privat
Rob Wiethoff lernte seine Frau in Los Angeles während den Arbeiten zu Red Dead Redemption kennen. Nach der Veröffentlichung des Spiels im Mai 2010 entschied sich das Paar, nach Wiethoffs Heimatstadt Seymour zu ziehen, um dort ihre zwei Söhne, die Zwillinge sind, großzuziehen. Die Zwillinge sind Frühgeburten und kamen drei Monate zu früh zur Welt und mussten daher nach der Geburt noch eine Weile im Krankenhaus verbleiben, außerdem sind sie Autisten, ein Grund, weshalb Wiethoff sich für autistische Kinder sozial engagiert.
Wiethoff arbeitet neben seinem Job als Schauspieler bzw. Synchronsprecher noch als Bauarbeiter. Auf seinem rechten Arm hat er mehrere Tattoos, unter anderem einen Revolver sowie ein Kruzifix.

## Filmografie

### Spielfilme
- 2006: 16 Blocks
- 2009: The Outside
- 2011: Double Tap

### Videospiele
- 2010: Red Dead Redemption
- 2010: Red Dead Redemption: Undead Nightmare
- 2018: Red Dead Redemption 2

### Andere
- 2013: Codename Cygnus

## Auszeichnungen
| Jahr | Auszeichnung            | Kategorie                                        | Name des Videospiels | Resultat  |
| ---- | ----------------------- | ------------------------------------------------ | -------------------- | --------- |
| 2010 | NAVGTR Awards           | Hervorragende Darstellung in einem Drama         | Red Dead Redemption  | gewonnen  |
| 2010 | Spike Video Game Awards | Bester Hauptdarsteller eines menschlichen Mannes | Red Dead Redemption  | nominiert |
| 2011 | DICE Awards             | Hervorragende Charakterdarstellung               | Red Dead Redemption  | gewonnen  |